# Kennisvlucht
Kennisvlucht, vaak ook aangeduid met de Engelse term braindrain (vrij vertaald: het weglopen van hersenen) is het fenomeen waarbij hoogopgeleide personen na hun opleiding uit een land vertrekken om elders een baan te zoeken. Dit kan emigratie zijn, maar ook een ander langdurig vertrek. De reden hiervan kan bijvoorbeeld zijn dat het salaris of de opleidingsmogelijkheden in een ander land beter zijn, of dat de onderzoeksfaciliteiten beter zijn. Sociale aspecten zoals veiligheid, aanzien, stabiliteit en ontplooiingsmogelijkheden, voornamelijk bij migratie uit ontwikkelingslanden, spelen eveneens een rol.
Een onderzoek van eind 2005 toonde aan dat dit verschijnsel ook binnen één land kan optreden. Volgens die studie was er in Vlaanderen een vlucht van kennis vanuit de provincies Limburg en West-Vlaanderen naar de andere provincies.
Een ander voorbeeld betreft de duizenden veelal hoogopgeleide Surinamers die tussen 1975 en 1980 naar Nederland vertrokken om daar te gaan studeren en werken.